# Eddie Skelton
Eddie Skelton (* in Tennessee) ist ein US-amerikanischer Country- und Rockabilly-Musiker.

## Leben
Skelton hatte seinen ersten Job bei WJHL in Johnson City, Tennessee. Ab 1953 war Skelton regelmäßig über Radio WPEO in Peoria, Illinois, zu hören, wo Skelton auch jeden Abend mit seiner Band, den Sundown Valley Boys, im Sunset Garden auftrat. Sonntags nachmittags wurde sogar eine Show aus dem Sunset Garden live im Radio übertragen. Die Mitglieder der Sundown Valley Boys waren neben Skelton (Gitarre/Gesang) Shem Ward (E-Gitarre), „Bashful“ Ollie Hughes (Fiddle), Archie Simmons (Bass) und „Little“ Billy Robertson (Steel Guitar).
1956 arbeitete Skelton als Disc Jockey bei WMCH in Church Hill. Ein Jahr später spielte er seine ersten Aufnahmen für Starday Records ein. Die erste Single erschien am 26. Mai 1957 mit Let Me Be With You Forever b/w My Heart Gets Lonely. Nach einer zweiten Single bei Starday wurden seine Songs ab 1958 bei Dixie Records veröffentlicht. Seinen Stil hatte er zum Rockabilly geändert und seine Band hieß nun Rhythamaires. 1959 erschien Skeltons letzte Single bei Dixie. Viele seiner Songs wurden auf der LP Best of Dixie, Vol. 3 neu veröffentlicht.

## Diskografie
| Jahr | Titel                                             | Plattenfirma    |
| ---- | ------------------------------------------------- | --------------- |
| 1957 | Let Me Be With You Forever / My Heart Gets Lonely | Starday Records |
| 1957 | That’s Love / No Sweetheart Tonight               | Starday Records |
| 1958 | Keep It Swinging / Without You                    | Dixie Records   |
| 1959 | Love You Too Much / Revels Retreat                | Dixie Records   |
| 1959 | Curly / Feelin’ Blue                              | Dixie Records   |